# NGC 1645
NGC 1645 è una vasta galassia lenticolare situata nella costellazione dell'Eridano, a una distanza di circa 234 milioni di anni luce dalla nostra Via Lattea.

## Scoperta
La galassia è stata scoperta il 31 ottobre 1864 dall'astronomo tedesco Heinrich d'Arrest.

## Descrizione
Le immagini ottenute nel corso dell'indagine astronomica SDSS, evidenziano la presenza di un anello esterno (indicato con R' nella descrizione morfologica della galassia), un anello interno che contorna il nucleo (rs), oltre a una barra centrale (B). Viene inoltre considerata una galassia peculiare (pec).
Il database SIMBAD la classifica come galassia LINER, cioè una galassia il cui nucleo presenta uno spettro di emissione caratterizzato da larghe righe di atomi debolmente ionizzati.

## Gruppo di NGC 1667
NGC 1645 fa parte di un gruppo di galassie denominato Gruppo di NGC 1667, che comprende almeno nove membri.
Le altre galassie appartenenti a questo gruppo sono: NGC 1659, IC 387, IC 2097, IC 2101, MCG -1-13-12, PGC 15779 e PGC 16061.